# Тапьялес
Тапьялес (исп. Tapiales) — город в Аргентине в провинции Буэнос-Айрес в муниципалитете Ла-Матанса.

## История
В 1908 году здесь начала функционировать железнодорожная станция, вокруг которой вырос населённый пункт.

## Известные уроженцы
- Рикардо Гарека (род.1958) — футболист.
- Гильермо Каньяс (род.1977) — теннисист.